# Klaas Aantjes
Klaas Aantjes (Bleskensgraaf, 11 juli 1894 – Bleskensgraaf, 14 januari 1951) was een Nederlands bestuurder.
Aantjes was postkantoorhouder in zijn woonplaats Bleskensgraaf en actief in verschillende lokale besturen en verenigingen. Als lid van de Anti-Revolutionaire Partij (ARP) zat hij in de gemeenteraad en was hij ook wethouder. Na de Tweede Wereldoorlog was hij van 1946 tot 1950 lid van de Provinciale Staten in Zuid-Holland. Van 1946 tot 1948 was hij tevens gedeputeerde.
In oktober 1950 werd hij geïnstalleerd als burgemeester van Hendrik-Ido-Ambacht. Nog geen drie maanden later overleed hij op 56-jarige leeftijd aan de gevolgen van kanker.
Klaas Aantjes was de vader van burgemeester Jan Aantjes (1920-2015) en politicus Willem Aantjes (1923-2015).